# Saïd Ibrahimi
Saïd Ibrahimi est né en 1956 à Rabat. Il est depuis le 26 avril 2010, Directeur Général de Casablanca Finance City Authority (anciennement Moroccan Financial Board), société chargée de la promotion institutionnelle et du pilotage de Casablanca Finance City.
Il a vécu son enfance dans plusieurs villes. Son père étant fonctionnaire dans la formation professionnelle, ils durent souvent se déplacer entre Casablanca, Marrakech et Kénitra. Il intégra le lycée militaire avant de s'envoler pour les classes préparatoires à Nancy en France au lycée Henri Poincaré où il rencontra Chakib Benmoussa puis il intégra l'École centrale Paris. Il en fut diplômé en 1981 et passa 2 années au Laboratoire d'économie de l'école en tant que chercheur en stratégie industrielle.
Il poursuivit sa carrière professionnelle en 1984 au sein de Renault SA et deux années plus tard il est recruté par la BNP Paribas. En l'espace de 8 mois, la banque lui confie la direction d'une agence de 25 personnes. En 1988, il est nommé responsable de la clientèle des particuliers et des professionnels d'une succursale couvrant 5 communes de la région parisienne. Il sera par la suite envoyé au Maroc pour prendre en charge la direction de la clientèle de la BMCI. En 1992, il devint Directeur Central responsable du réseau d'exploitation. En 1995, la banque lui fit une offre en région parisienne qu'il déclina. La même année, alors que la Banque nationale pour le développement économique (BNDE) a racheté la Banque marocaine pour l'Afrique et l'Orient (BMAO), il lui est proposé de la redresser en tant qu'administrateur Directeur Général. 
En 1997,il est nommé par le roi Hassan II à la tête de la Caisse nationale de Crédit agricole (CNCA) afin de la redresser. Il y parvint au bout de 6 ans. En septembre 2003, il est nommé à la fonction qui fut longtemps considérée la plus haute de l'État, celle de Trésorier Général du Royaume où il mène plusieurs chantiers de modernisation. 
Le 26 avril 2010, le roi Mohammed VI le nomme directeur général de la société d'aménagement et de gestion de la future place financière de Casablanca, qui deviendra le Moroccan Financial Board puis Casablanca Finance City Authority. 
Noureddine Bensouda le remplace à la tête de la Trésorerie Générale du Royaume. À noter que le même poste a été occupé par le cousin de sa mère, Feu Mohamed Bernoussi, premier Trésorier de nationalité marocaine.